# Marcos Vega Mata
Marcos Vega Mata (25 de abril de 1939 - 8 de marzo de 2025) es un músico español. Fundador del Orfeón de Castilla ad honorem del Ayuntamiento de Madrid (posteriormente conocido como Orfeón de Madrid). Impulsó la música coral amateur en Madrid. Es también conocido por su trayectoria internacional como organista. Su maestría en este instrumento le llevó a actuar en el Palau de la Música de Barcelona, el Auditorio Nacional de Música de Madrid, en la Semana Vasca de órgano o en el Festival de Órgano de León, entre otros. También participó en Festivales Internacionales de órgano en Varsovia (Polonia), Países Bajos o Passau (Alemania).
En el ámbito de la dirección de coros, dedicó grandes esfuerzos a impulsar la música coral en España y en su ánimo siempre estuvo el deseo de expandir el conocimiento musical con el canto coral. Logró introducir la enseñanza de dirección de coros en el Conservatorio de Música de Madrid impulsando la creación de la Cátedra de Dirección Coral. Bajo su dirección, el Orfeón de Castilla actuó en certámenes europeos en ciudades como Bruselas, París, Lisboa o Nantes, entre otras.
Fue creador de los Encuentros Internacionales de Canto Coral en Soria que se celebraron durante varios años en la década de los años 90 en la provincia castellana.
Marcos Vega también es conocido por la aportación de sus manuales a la pedagogía coral en España. Fue profesor de Canto Coral del Real Conservatorio de Madrid e impulsor de la Cátedra de dirección de coros. También es autor de los libros El enigma de los Cánones y Pequeña Antología Coral. Entre su discografía destacan Así Canta Madrid, Folklore Universal, Himnos de la nueva liturgia y Dieciocho tesoros del cancionero castellano del sello RTVE.
Como compositor, ha compuesto y arreglado diversas obras, entre otras La voz de las campanas. Fue galardonado en el Concurso Nacional de Composición de Música Coral de Asturias. Fue Soriano del Año en 1987.
En su vida personal, tuvo dos hijas con Josefina Córcoles. La mayor, María Vega, es periodista y autora de Deusto. La menor, Almudena Vega, es diseñadora. Falleció en Madrid, el 8 de marzo de 2025, tras una larga enfermedad que le mantuvo alejado de la vida pública durante más de una década. Sus restos descansan en el Cementerio de la Sacramental de San Justo, en Madrid.

## Libros
- El enigma de los Cánones
- Pequeña Antología Coral
- Diez villancicos populares

## Carrera
Becado por el colegio español de Múnich, se especializó  en la interpretación organística de J. S. Bach con Karl Richter. Es Premio Extraordinario Fin de Carrera de órgano del Conservatorio de Madrid. Fundador del Orfeón de Madrid y profesor del Real Conservatorio de Madrid.

## Discografía
- Así Canta Madrid
- Folklore Universal
- Himnos de la nueva liturgia
- Dieciocho tesoros del cancionero castellano